# Route nationale 5 (Grèce)
Pour les articles homonymes, voir Route nationale 5 et EO5.
La route nationale 5 (grec moderne : Εθνική Οδός 5) ou route EO5 est une route reliant Antirion à Ioánnina dans l'ouest de la Grèce.

## Situation
La partie méridionale de la route EO5, entre Amphilochie et Antirion, fait partie de la route européenne 55. 
La partie septentrionale de la route EO5, entre Ioánnina et Amfilochie, forme la route européenne 951. 
La route EO5 longe le golfe Ambracique. 
L'EO5 entre Río et Antirion nécessite l'utilisation d'un traversier pour traverser le golfe de Corinthe.
Le traversier reste en service après l'ouverture du pont Rion-Antirion en 2004.
Depuis la mise en service progressive de l'autoroute A5 (Iónia Odós), une grande partie du trafic empruntant la route nationale EO5 est détournée vers la nouvelle infrastructure autoroutière.

## Tracé
| Km     | Agglomérations lieux | Carte interactive |
| ------ | -------------------- | ----------------- |
| 0 km   | Río                  |                   |
| 7 km   | Antirion             |                   |
| 46 km  | Missolonghi          |                   |
| 80 km  | Agrínio              |                   |
| 108 km | Amfilochie           |                   |
| 152 km | Árta                 |                   |
| 163 km | Filippiáda           |                   |
| 230 km | Ioánnina             |                   |

## Galerie

Le pont Rion-Antirion.
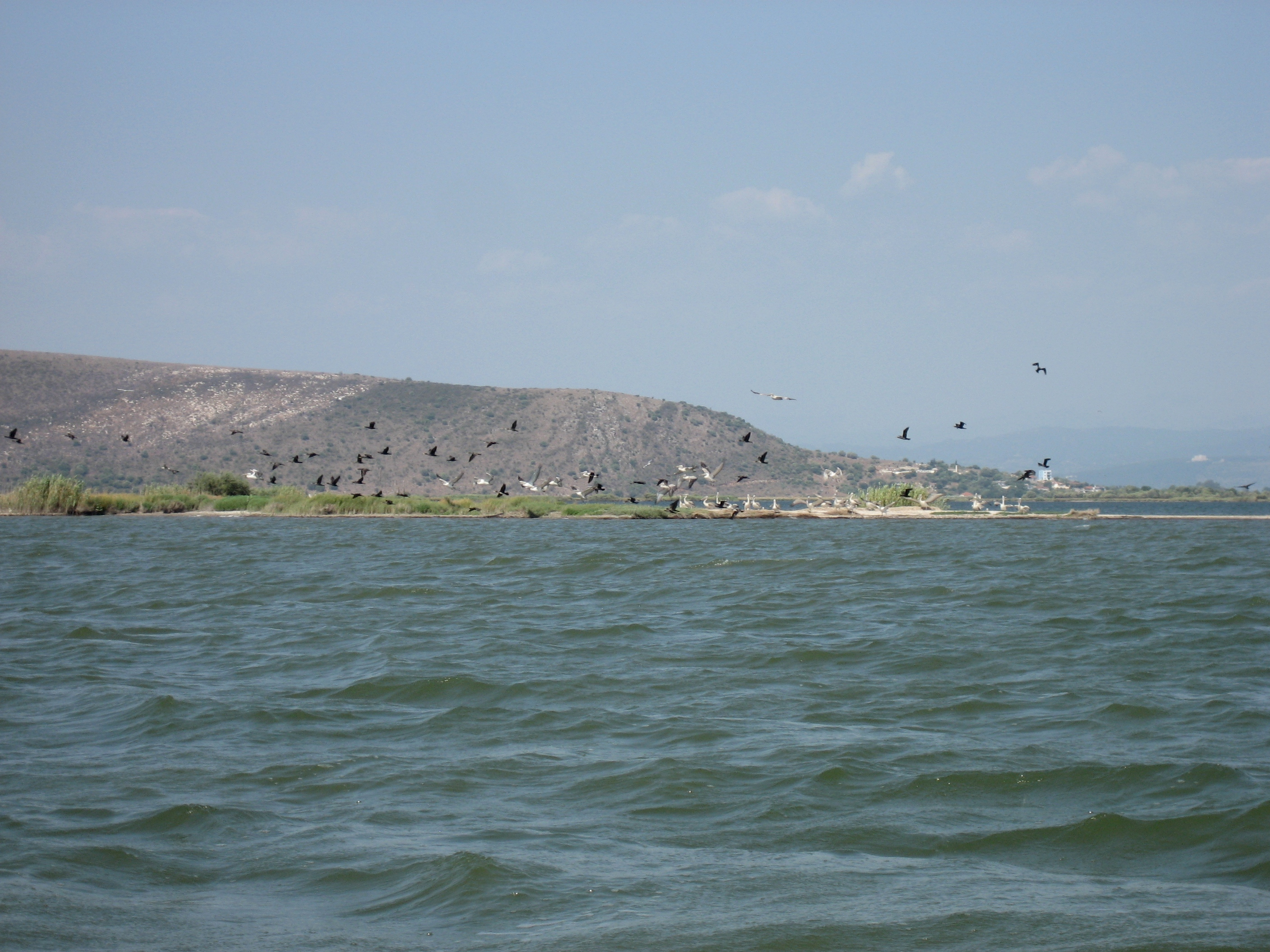
Le golfe Ambracique.